# Lucifotychus plumas
Lucifotychus plumas är en skalbaggsart som först beskrevs av Chandler 1983.  Lucifotychus plumas ingår i släktet Lucifotychus och familjen kortvingar. Inga underarter finns listade i Catalogue of Life.